# سوکولنگکی (شهرستان گاروولین)
سوکولنگکی (به لهستانی:  Sokolniki) یک روستا در لهستان است که در گمینا ژلخوو واقع شده‌است. سوکولنگکی ۱۲۹ نفر جمعیت دارد.